# Le Goéland
Pour les articles homonymes, voir Goéland (homonymie).
Le Goéland est une revue littéraire française fondée en 1936 par Théophile Briant. 
Elle joue un rôle important dans l'action culturelle bretonne.

## Histoire littéraire
Le 22 juin 1936, après avoir été galeriste à Paris, Théophile Briant fonde la revue deux ans après son installation en Bretagne, à Paramé (aujourd'hui rattachée à Saint-Malo) et en est alors l'éditorialiste. Le siège du journal se situe d'abord à Dinard, avant d'être relocalisée à Paramé.
La publication, sous-titrée d'abord journal littéraire de la Côte d'Émeraude puis feuille de poésie et d'art, tient à la fois de l'écriture journalistique et de la revue de poésie. Il y publie entre autres les textes de Saint-Pol-Roux, Max Jacob, Milosz[Lequel ?], Conrad Moricand, et des poèmes et écrits inédits d'artistes des années 1930 et 1940. 
Malgré deux interruptions (entre mars 1940 et janvier 1942, puis entre mai 1944 et avril 1946), 120 numéros publiés sous un format de 58 cm, paraissent, suivant une périodicité variable, jusqu'en 1956. Le tirage est de 1 400 exemplaires, pour un prix initial de 5 francs (abonnement sur un an de 50 francs).  
Dans la continuité de la revue, Briant crée également une maison d'édition et un concours de poésie (qui subira lui aussi quelques interruptions), le prix du Goéland, puis le grand prix du Goéland, assorti de huit autres prix.